# Elektrownia jądrowa Kozłoduj
Elektrownia jądrowa Kozłoduj (bułg. Атомна електрическа централа Козлодуй) – bułgarska elektrownia jądrowa położona w sąsiedztwie miasta Kozłoduj, w obwodzie Wraca nad Dunajem. Elektrownia posiada sześć bloków energetycznych, pokrywające około 33% zapotrzebowania Bułgarii na energię elektryczną.